# Franz Xaver Meister
Franz Xaver Meister (* 21. September 1810 in Augsburg; † 28. November 1872 in Freising) war ein deutscher Pädagoge und Meteorologe.

## Leben
Aus bildungsfernen Verhältnissen stammend, konnte Meister dennoch 1830 das Gymnasium als Jahrgangsbester abschließen. Schon während der Schulzeit war er zum Stundengeben gezwungen, was er mit solch einem Erfolg tat, dass er vom ursprünglichen Wunsch, Theologe zu werden, Abstand nahm und das Lehramtsstudium einschlug. Schon 1833 schloss er an der Universität München das Studium der Naturwissenschaften und Mathematik ab. Nach einer ersten Stellung in München wurde er 1836 Lehrer der Gewerbeschule in Freising, die er ab 1865 als Rektor leitete. Auch an der Landwirtschaftlichen Zentralschule Weihenstephan unterrichtete er Atmosphärologie, Klimatologie und physikalische Geographie. Die Tätigkeiten ließen ihm Raum für vielfältige naturwissenschaftliche Studien, die so anerkannt waren, dass die Universität München ihm 1845 den Doktortitel verlieh. Seine umfangreichen meteorologischen Aufzeichnungen sind noch heute von besonderem Interesse.

## Werke
- Über spezifisches Gewicht und Aräometer, Freising 1838
- Momente der Geschichte der Physik in den Jahren 1830–40, Freising 1841
- Ueber Klima überhaupt und das von Freysing insbesondere, Freising 1845
- Resultate der meteorologischen Beobachtungen zu Freising, Freising 1866